# إدوارد بورتون
إدوارد بورتون (بالإنجليزية: Edward Burton)‏ (1 يناير 1869 في المملكة المتحدة - ) هو لاعب كرة قدم بريطاني (وحمل سابقاً جنسية المملكة المتحدة لبريطانيا العظمى وأيرلندا) في مركز الهجوم. لعب مع برمنغهام سيتي.